# Otto Rudolf Braun
Otto Rudolf Braun (* 6. September 1931 in Wien; † 6. April 2016 ebenda) war ein österreichischer Autor und verurteilter Mörder.

## Leben und Wirken
Otto Rudolf Braun studierte Geschichte und Sprachen. Nach eigenem (schriftlichen) Bekunden wurde er 1950 Mitglied der Ostarrichi, Erbwalter der  Legitimistischen Corps. Seine Sachbücher und Romane behandeln Themen wie Nationalsozialismus in Österreich, Mythen und Germanen. Braun war unter anderem wegen wiederholten Diebstahls, Betrugs, Veruntreuung und Hehlerei vorbestraft und zu mehrjährigen Haftstrafen verurteilt worden. Ein über Jahre geführtes Doktordiplom einer „nicht existierenden“ Universität in Tanger legte Braun später ab.
Er versuchte sich zunächst in der Freiheitlichen Partei Österreichs zu etablieren, wurde aber, da er weder das aktive noch das passive Wahlrecht besaß, sehr bald aus der Politischen Partei ausgeschlossen. Von Norbert Burger (dem „Südtirol-Bomber“ – Bezeichnung Der Spiegel 1970) wurde er für die Nationaldemokratische Partei (NDP) angeworben. Als Aktivist „besorgte“ Otto Rudolf Braun wiederholt Unterstützerunterschriften zu Wahlen, welche sich als „unleserlich“, „unglaubhaft“ und „gefälscht“ erwiesen, was unter anderem bei der Nationalratswahl in Österreich 1970 zu einer Wahlwiederholung am 4. Oktober 1970 führte.
Arbeits- und mittellos, antwortete Otto Rudolf Braun auf eine Heiratsanzeige der Sekretärin Erika H. Nach mehreren Treffen soll er ihr 500 Österreichische Schilling aus der Tasche gestohlen haben. Am 23. September 1972 gab es ein letztes Treffen der beiden am Anninger in Mödling. Zwei Wochen später wurde die Leiche von Erika H. entdeckt und Schmuckstücke von ihr tauchten im Wiener Dorotheum auf. Zunächst flüchtig, wurde Otto Rudolf Braun bei einem Hauseinbruch verhaftet und konnte des Mordes an Erika H. überführt werden. Otto Rudolf Braun wurde am 30. September 1973 zu lebenslanger Kerkerhaft verurteilt. 1987 wurde er, nach 15 Jahren, aus lebenslanger Haft entlassen. 
Aus Ermittlerkreisen wurde Braun als Komplize des Briefbombenattentäters Franz Fuchs in Verbindung gebracht. Eine strafrechtliche Verfolgung fand jedoch nicht statt.
In Krems an der Donau betrieb er einen eigenen Verlag. 2005 wurde er Mitglied des Vereins für corpsstudentische Geschichtsforschung. Otto Rudolf Braun starb im 85. Lebensjahr und wurde auf dem Wiener Zentralfriedhof bestattet.

## Schriften (Auswahl)
- Germanische Götter – Christliche Heilige. Über den Kampf der Christen gegen das germanische Heidentum. Pähl, Verlag Hohe Warte – Franz v. Bebenburg KG, 1979, ISBN 3-88202-297-3.
- Weihnachtsamnestie. Erzählung. Krems Selbstverlag, 1982, ISBN 3-900406-03-0.
- Die Wahrheit darfst du nicht sagen, Roman. St. Michael Bläschke Verlag, 1984, ISBN 3-7053-2085-8.
- Hinter den Kulissen des Dritten Reiches. Raymond Martin Verlag, 1987, ISBN 3-88631-196-1.